# ستيم ديك
ستيم ديك هو مشغل ألعاب فيديو محمول من تطوير فالف بالتعاون مع إي إم دي. صدر في 25 فبراير 2022، ويمكن تشغيل الجهاز إما كجهاز محمول باليد أو متصل بشاشة أو تلفزيون بنفس طريقة نينتندو سويتش. صُمِمَ الجهاز لتتمكن من تشغيل مكتبة ستيم الكاملة بما فيها ألعاب نظام تشغيل ويندوز عبر طبقة التوافق بروتون والتي طورت من قبل فالف أيضًا. يمكن للمستخدمين تعديل النظام لتشغيل التطبيقات والألعاب من مصادر أخرى غير ستيم.

## البرامج
يعمل ستيم ديك على نسخة معدلة من آرتش لينكس اسمها ستيم أو إس. وتتوفر واجهة برمجة تطبيقات للمطورين تسمح لهم بتحديد إعدادات معينة للعبة إذا كان تشغل على ستيم ديك مقارنة بحاسوب عادي. من داخل واجهة متجر ستيم، يمكن للمطورين ملء مستودع ملفات خاص للعبتهم بملفات رسوميات وأنسجة وعناصر أخرى مخفضة الدقة للسماح بأداء لعبتهم بشكل أفضل على ستيم ديك. يقوم ستيم تلقائيًا بالتعرف على الملفات المناسبة للنظام (سواء على حاسوب عادي أو ستيم ديك) وتنزيلها عندما يقوم المستخدم بتثبيت اللعبة. يشتمل نظام ستيم أو إس على دعم بروتون، وهي طبقة توافق تسمح بتشغيل معظم الألعاب المطورة لنظام التشغيل ويندوز على نظام ستيم أو إس.

## وصلات خارجية
- الموقع الرسمي